# Platynus longiceps
Platynus longiceps är en skalbaggsart som beskrevs av Vandyke. Platynus longiceps ingår i släktet Platynus och familjen jordlöpare. Inga underarter finns listade i Catalogue of Life.